# Kunak
Huyện Kunak là một huyện thuộc bang Sabah của Malaysia. Huyện Kunak có dân số thời điểm năm 2010 ước tính khoảng 60068 người.